# St-Martin (Auve)

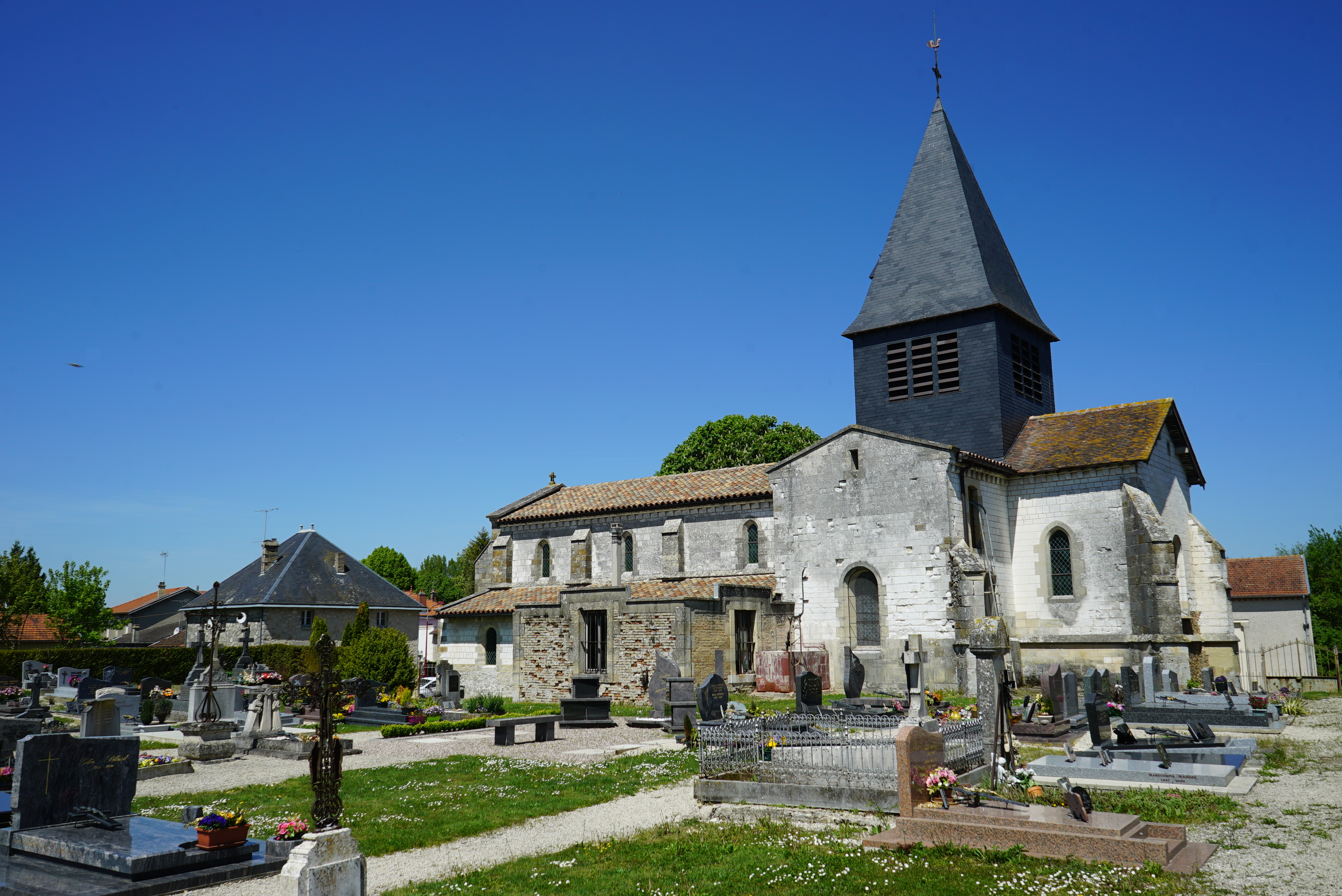
Die Kirche St-Martin und der Kirchhof

Die römisch-katholische Kirche St-Martin in Auve, einer französischen Gemeinde im Département Marne, wurde im 12. Jahrhundert erbaut und steht seit 1916 als Monument historique unter Denkmalschutz.

## Geschichte
Nach einer Urkunde aus dem Kartular der Abtei Toussaints wurde ein erstes Gotteshaus unter dem Namen altare de Summa Alva zwischen 1131 und 1142 an einem unbekannten Standort unweit der heutigen Kirche erbaut.
Das heutige Gebäude wurde im 12. Jahrhundert errichtet und bis ins 15. Jahrhundert ausgebaut. Die Apsis, die Pfeiler des Schiffs und mehrere Gewölbe im Seitenschiff stammen aus dem 13. Jahrhundert. Während eines Umbaus im 15. Jahrhundert wurde die Westfassade errichtet und der südliche Teil des Querschiffs rekonstruiert. Im 16. Jahrhundert wurden die Seitenschiffe sowie der nördliche Teil des Querschiffs umgebaut. Die Sakristei wurde im 19. Jahrhundert hinzugefügt.
Nachdem die Kirche am 6. September 1914 von deutschen Truppen in Brand gesteckt wurde, wurde eine Speisekammer im Dorf von französischen Soldaten mit Möbeln aus der Kirche St-Martin in eine Kapelle umgewandelt. In den 1920er Jahren wurde die Kirche umfangreich rekonstruiert, und die Restauration des Hauptaltars wurde 1931 gefertigt.
Die Kirche St-Martin wurde am 7. Februar 1916 als Monument historique unter Denkmalschutz gestellt.
Von 2017 bis 2019 wurde die Kirche St-Martin umfangreich restauriert. Während archäologischer Ausgrabungen in den Jahren 2017/2018 wurden Gebeine entdeckt, die vermutlich auf eine Grabstätte aus dem Mittelalter hinweisen.

## Architektur und Ausstattung
Hinter dem steinernen Hauptaltar steht ein großes Kruzifix aus Holz.
An den Chorecken sind zwei Pfeiler mit Knospenkapitellen verziert, die Statuen der Eligius von Noyon und der Maria, der Mutter Jesu unterstützen. Eine Statue des Antonius von Padua steht beim Eingang des Kirchenschiffs. Im Schiff zeigt ein Fenster Martin von Tours, der seinen Mantel teilt. Der als Heiliger verehrte Martin wird auch in einer Statue dargestellt, wie auch Josef von Nazaret und Catherine Labouré. Die Kirche hat zwei Seitenkapellen zu Ehren Mariens und Martins. Die Marienkapelle hat einen Altar, ein Reliquiar, Statuen der Maria und der Therese von Lisieux sowie ein buntes Fenster, das Dominikus darstellt.
Die aus holzfarbigem Gips gefertigten Kreuzwegstationen an den Mauern des Kirchenschiffs wurden 1926 von Gemeindegliedern gespendet, deren Namen unter jeder Darstellung stehen. Zudem befinden sich in den Seitenkapellen zwei steinerne Kreuzwegstationen aus dem 12. Jahrhundert.
Das Eingangsportal aus dem 15. Jahrhundert hat teilweise zerstörte Pflanzenmotive und leere Mauernischen.

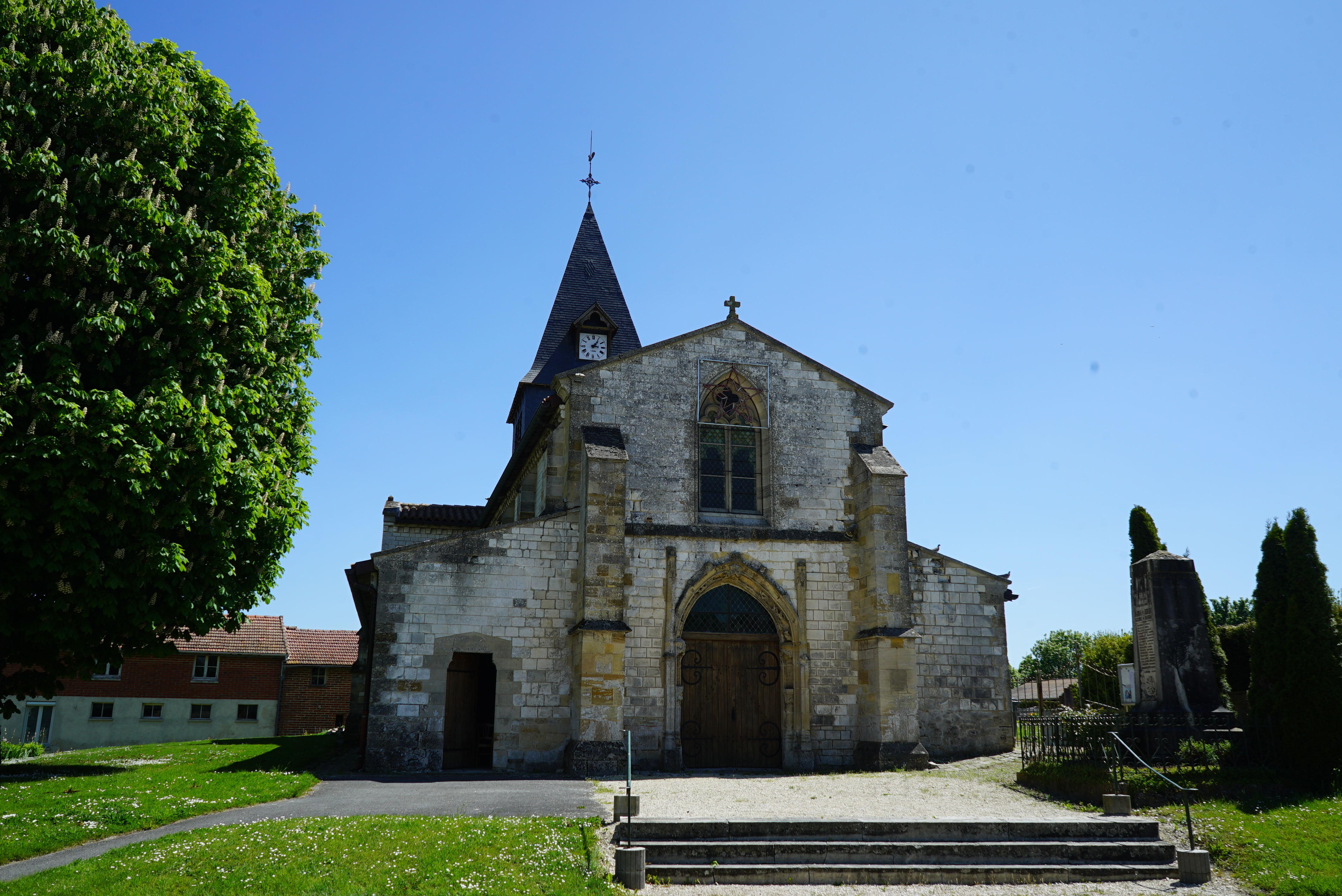
Die Westfassade
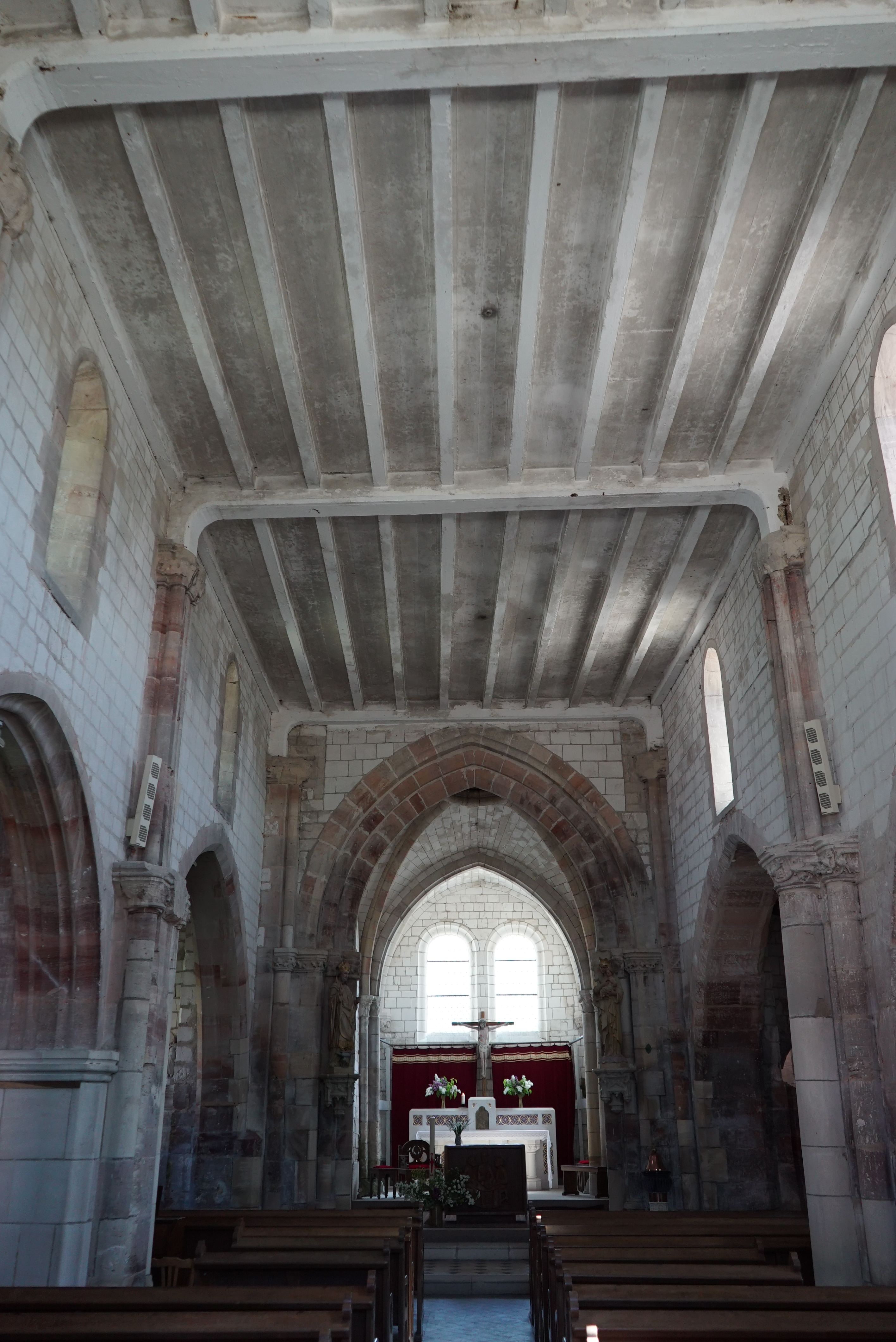
Das Schiff
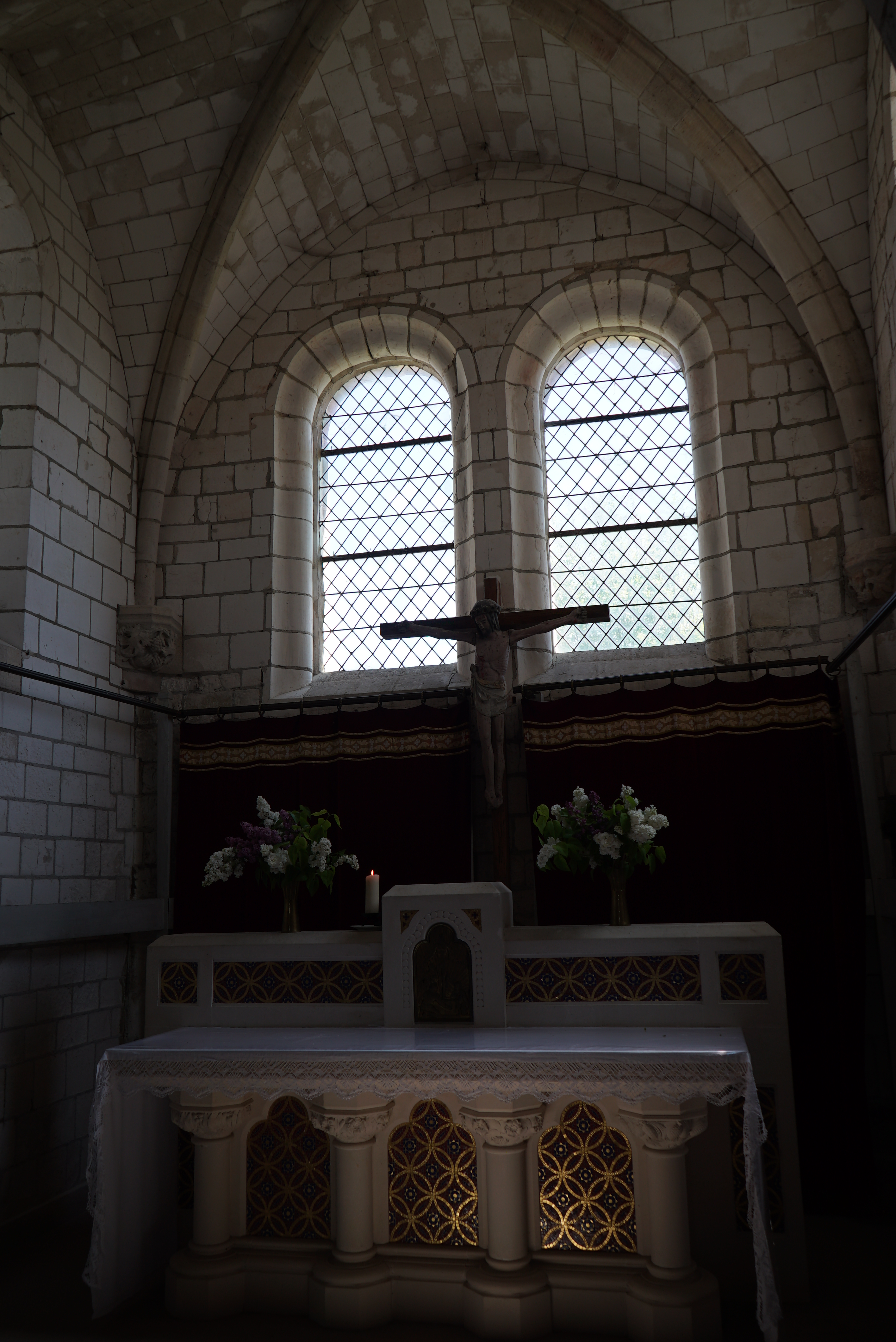
Der Hauptaltar
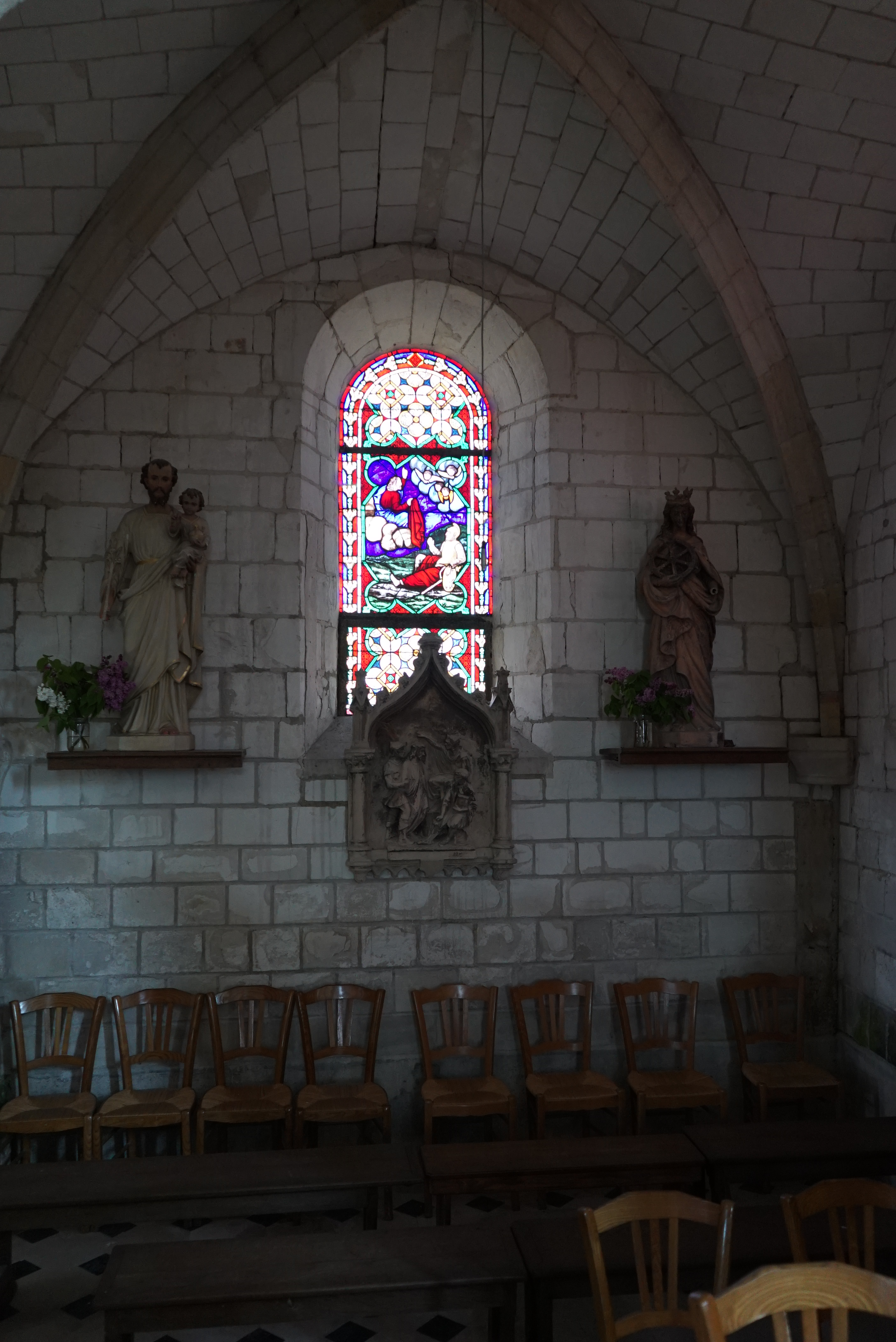